# Euxoa canariensis
Euxoa canariensis is een vlinder uit de familie uilen (Noctuidae). De wetenschappelijke naam is voor het eerst geldig gepubliceerd in 1902 door Rebel.
De soort komt voor in Europa.